# Koszty podróży służbowej
Koszty podróży służbowej – wydatki związane z odbyciem podróży służbowej. Zasady rozliczania tych wydatków pomiędzy pracodawcą a pracownikiem, oraz kwalifikowania ich w koszty działalności jednostki (gospodarczej lub budżetowej) regulują odpowiednie przepisy prawa. 

## Koszty podróży służbowej w Polsce
Zgodnie z obowiązującym w Polsce Kodeksem pracy, pracownikowi wykonującemu na polecenie pracodawcy zadania służbowe poza miejscowością, w której znajduje się siedziba pracodawcy lub poza stałym miejscem pracy przysługują należności na pokrycie kosztów związanych z podróżą służbową. Oprócz zwrotu kosztów podróży służbowej pracownikowi przysługuje dieta za czas podróży służbowej przeznaczona na pokrycie zwiększonych kosztów wyżywienia w czasie podróży.
Do kosztów podróży służbowej zalicza się:
- koszty przejazdów,
- koszty noclegów – za nocleg w hotelu lub innym obiekcie świadczącym usługi hotelarskie pracownikowi przysługuje zwrot kosztów w wysokości stwierdzonej rachunkiem, a jeśli pracownik nie przedłoży rachunku, przysługuje mu ryczałt za każdy nocleg w wysokości 150% diety,
- koszty dojazdów środkami komunikacji miejscowej – jeżeli pracownik ponosi takie koszty, to za każdą rozpoczętą dobę pobytu w podróży pracownikowi przysługuje ryczałt na pokrycie kosztów dojazdów środkami komunikacji miejscowej w wysokości 20% diety,
- inne udokumentowane wydatki, określone przez pracodawcę odpowiednio do uzasadnionych potrzeb.

W zależności od decyzji pracodawcy podróż służbowa pracownika może odbywać się z wykorzystaniem:
- publicznych środków transportu – w takim przypadku za koszty przejazdu przyjmuje się cenę biletu określonego środka transportu, z uwzględnieniem przysługującej pracownikowi ulgi na dany środek transportu, bez względu na to, z jakiego tytułu ulga ta przysługuje[2].
- samochodu osobowego, motocykla lub motoroweru niebędącego własnością pracodawcy – pracownikowi przysługuje zwrot kosztów wykorzystania takiego pojazdu dla celów służbowych na zasadach określonych w przepisach w sprawie warunków ustalania oraz sposobu dokonywania zwrotu kosztów używania do celów służbowych samochodów osobowych, motocykli i motorowerów niebędących własnością pracodawcy.

Przed odbyciem planowanej podróży pracownik może wnioskować o przyznanie przez pracodawcę zaliczki na niezbędne koszty podróży.
Nieudokumentowane (nie dotyczy ryczałtów) lub wyższe niż określone przepisami wydatki związane z odbyciem podróży służbowej nie stanowią kosztu uzyskania przychodów pracodawcy.